# 圣马丁-德尔特索里略
圣马丁-德尔特索里略（西班牙語：San Martín del Tesorillo）是西班牙安达卢西亚自治区加的斯省的一个市镇。

## 历史
圣马丁-德尔特索里略原来一直是希梅纳-德拉弗龙特拉下属的一个地方乡镇。2018年初，圣马丁-德尔特索里略的独立文件在希梅纳市政厅获得批准。2018年10月3日，它正式成为一个独立的市镇。

## 政治
以下是卡尼索历届市政选举结果统计：
- PSOE：西班牙工人社会党
- PP：人民党
- IU-ANDALUCIA：绿色联合左翼－为了安达卢西亚呼声

| 2019年5月26日市政选举 |      |         |        |
| 政党                  | 票数 | %       | 议员数 |
| IU                    | 871  | 61.82 % | 7      |
| PSOE-A                | 402  | 28.53 % | 3      |
| PP                    | 130  | 9.23 %  | 1      |